# James Cracknell
James Edward Cracknell (Sutton, 5 mei 1972) is een Brits voormalig roeier. Hij maakte zijn debuut tijdens de Wereldkampioenschappen roeien 1991 met een zevende plaats in de vier-zonder-stuurman. Tijdens de Olympische Zomerspelen 1996 maakte Cracknell zijn olympische debuut met een zeventiende plaats in de dubbel-twee.
Cracknell won drie opeenvolgende wereldtitels in de vier-zonder-stuurman tijdens de wereldkampioenschappen roeien 1997, 1998 en 1999. Op zijn tweede Olympische deelname veroverde hij aan de zijde van onder andere de vijfvoudig olympische kampioen Steve Redgrave de olympische titel in de vier-zonder-stuurman. Op de wereldkampioenschappen roeien 2001 won Cracknell zowel goud in de twee-zonder-stuurman als in de twee-met-stuurman. Een jaar later prolongeerde hij zijn titel in de twee-zonder-stuurman tijdens de wereldkampioenschappen roeien 2002. Cracknell sloot zijn carrière af met een gouden medaille in de vier-zonder-stuurman tijdens de Olympische Zomerspelen 2004.
Vanwege zijn gouden medaille werd Cracknell benoemd tot lid in de Orde van het Britse Rijk. In 2005 werd Cracknell bevorderd tot officier in de Orde van het Britse Rijk vanwege zijn tweede olympische gouden medaille.
In 2006 deed Cracknell mee aan de Atlantic Rowing Race, een roeiwedstrijd over de Atlantische Oceaan. Hij raakte in 2010 zwaar gewond toen hij tijdens een fietstocht, bij Winslow (Arizona), werd aangereden door een tankwagen. In 2019 deed hij, in de boot van de Universiteit van Cambridge, waar hij een tweede studie volgt, mee aan The Boat Race. Zijn boot won de race, waarmee de 46-jarige Cracknell de oudste winnaar aller tijden werd.
In 2018 was Cracknell deelnemer van het programma Celebrity Island with Bear Grylls.

## Resultaten
- Wereldkampioenschappen roeien 1991 in Wenen 7e in de vier-zonder-stuurman
- Wereldkampioenschappen roeien 1993 in Račice 6e in de acht
- Wereldkampioenschappen roeien 1994 in Indianapolis 8e in de acht
- Wereldkampioenschappen roeien 1995 in Tampere 10e in de dubbel-twee
- Olympische Zomerspelen 1996 in Atlanta 17e in de dubbel-twee
- Wereldkampioenschappen roeien 1997 in Aiguebelette-le-Lac  in de vier-zonder-stuurman
- Wereldkampioenschappen roeien 1998 in Keulen  in de vier-zonder-stuurman
- Wereldkampioenschappen roeien 1999 in St. Catharines  in de vier-zonder-stuurman
- Olympische Zomerspelen 2000 in Sydney  in de vier-zonder-stuurman
- Wereldkampioenschappen roeien 2001 in Luzern  in de twee-zonder-stuurman
- Wereldkampioenschappen roeien 2001 in Luzern  in de twee-met-stuurman
- Wereldkampioenschappen roeien 2002 in Sevilla  in de twee-zonder-stuurman
- Wereldkampioenschappen roeien 2003 in Milaan vierde in de twee-zonder-stuurman
- Olympische Zomerspelen 2004 in Athene  in de vier-zonder-stuurman

1904: Arthur Stockhoff & August Erker & Albert Nasse & George Dietz ·
1908: Robert Cudmore & James Angus Gillan & Duncan Mackinnon & Robert Somers-Smith ·
1924: Charles Eley & James MacNabb & Robert Morrison & Terence Sanders ·
1928: John Lander & Michael Warriner & Richard Beesly & Edward Bevan ·
1932: John Badcock & Hugh Edwards & Jack Beresford & Rowland George ·
1936: Rudolf Eckstein & Anton Rom & Martin Karl & Wilhelm Menne ·
1948: Giuseppe Moioli & Elio Morille & Giovanni Invernizzi & Franco Faggi ·
1952: Duje Bonačić & Velimir Valenta & Mate Trojanović & Petar Šegvić ·
1956: Archibald MacKinnon & Walter D'Hondt & Lorne Loomer & Donald Arnold ·
1960: Arthur Ayrault & Ted Nash & John Sayre & Richard Wailes ·
1964: John Ørsted Hansen & Bjørn Hasløv & Erik Petersen & Kurt Helmudt ·
1968: Frank Forberger & Frank Rühle & Dieter Grahn & Dieter Schubert ·
1972: Frank Forberger & Frank Rühle & Dieter Grahn & Dieter Schubert ·
1976: Siegfried Brietzke & Andreas Decker & Stefan Semmler & Wolfgang Mager ·
1980: [[Jürgen Thiele] & Andreas Decker & Stefan Semmler] & Siegfried Brietzke ·
1984: Les O'Connell & Shane O'Brien & Conrad Robertson & Keith Trask ·
1988: Roland Schröder & Thomas Greiner & Ralf Brudel & Olaf Förster ·
1992: Andrew Cooper & Nick Green & Mike McKay & James Tomkins ·
1996: Nick Green & Drew Ginn & James Tomkins & Mike McKay ·
2000: James Cracknell & Steve Redgrave & Tim Foster & Matthew Pinsent ·
2004: Steve Williams & James Cracknell & Ed Coode & Matthew Pinsent ·
2008: Tom James & Pete Reed & Andrew Triggs-Hodge & Steve Williams ·
2012: Alex Gregory & Pete Reed & Tom James & Andrew Triggs-Hodge ·
2016: Alex Gregory & Constantine Louloudis & George Nash & Mohamed Sbihi ·
2020: Alexander Purnell & Spencer Turrin  & Jack Hargreaves  & Alexander Hill ·
2024: Nick Mead & Justin Best & Michael Grady & Liam Corrigan
- Bibsys: 11076118
- International Standard Name Identifier: 0000 0003 6372 6311
- Library of Congress Control Number: nb2005010366
- Nederlandse Thesaurus van Auteursnamen: 303561297
- Système universitaire de documentation: 110768299
- Virtual International Authority File: 228892134
- WorldCat: E39PBJtmqGBFdpdXbVF4jDCJDq